# 큰귀상어
큰귀상어(Great hammerhead)는 귀상어과에 속하는 가장 큰 종으로, 평균 길이가 4.6m에 달하며 최대 길이가 6.2m에 달한다. 전 세계 열대 및 따뜻한 온대 해역에서 해안 지역과 대륙붕에 서식한다. 큰귀상어는 앞쪽 가장자리가 거의 곧게 뻗은 "망치머리" ("세팔로포일"이라고 함)의 모양과 크고 낫 모양의 첫 번째 등지느러미로 다른 귀상어와 구별할 수 있다. 외롭고 강한 수영을 하는 정점 포식자인 큰귀상어는 갑각류와 두족류부터 경골어류, 작은 상어에 이르기까지 다양한 먹이를 먹는다. 야생에서 이 종을 관찰한 결과, 두족류는 선호하는 먹이인 가오리를 고정시키는 기능을 하는 것으로 나타났다. 이 종은 생체 번식 방식을 가지고 있으며 2년마다 최대 50마리의 귀상어 한 마리를 낳는다.
잠재적으로 위험할 수 있지만, 큰귀상어는 인간을 거의 공격하지 않으며 때때로 잠수부에게 호기심을 갖고 행동할 수 있다. 이 상어는 중국 시장에서 위츠탕의 주재료로 가치 있는 큰 지느러미 때문에 많은 물고기를 잡았다. 그 결과, 전 세계적으로 큰귀상어 개체 수가 크게 감소하고 있으며 2019년 현재 국제자연보전연맹(IUCN)으로부터 심각한 멸종 위기에 처한 것으로 평가받고 있다.

## 묘사

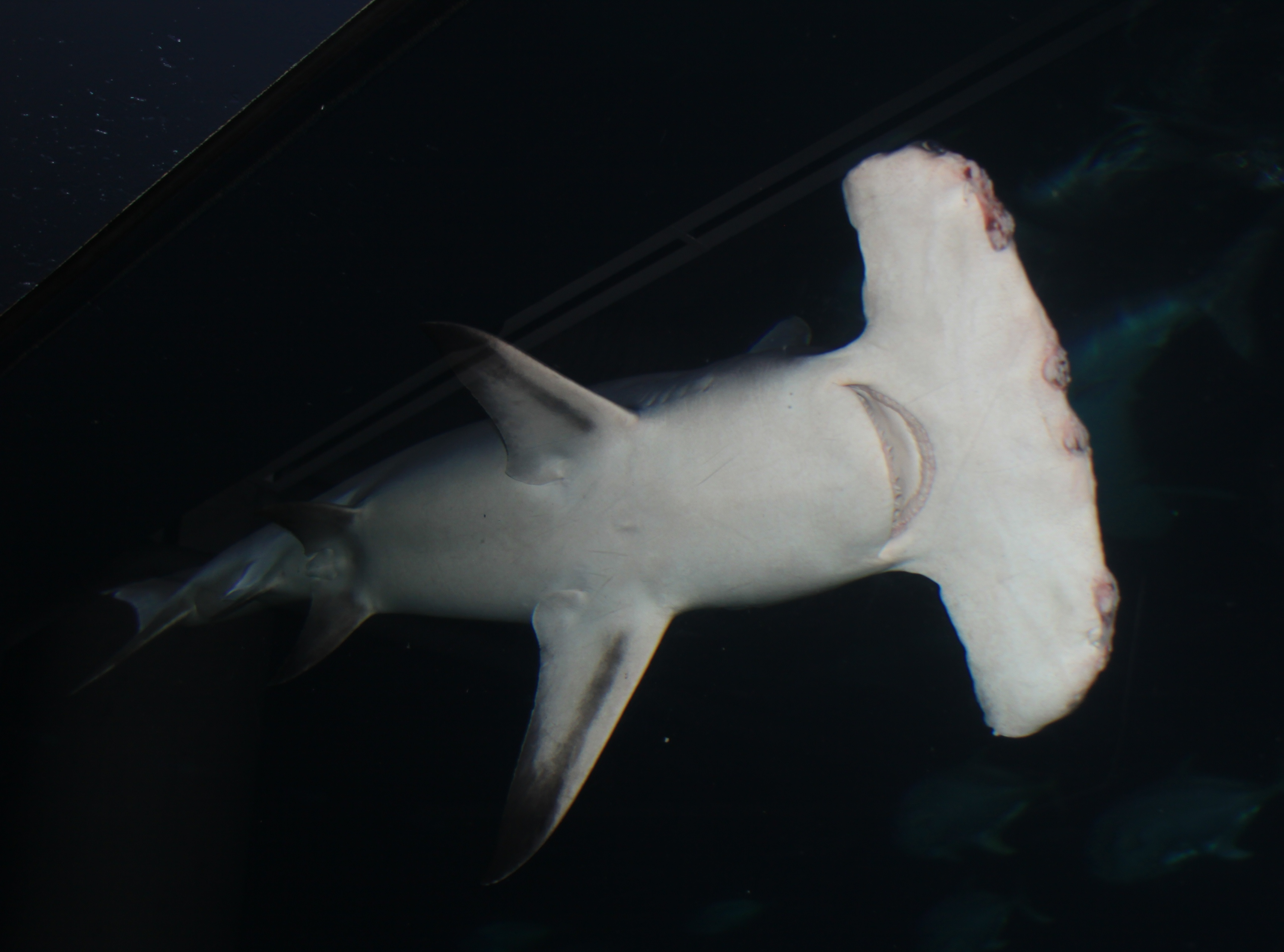
큰귀상어의 "망치머리"는 넓고 가장자리가 독특하게 곧다. 여기에 있는 개체는 또한 이 종이 주요 이동 형태로 사용하는 구불구불한 수영을 보여준다.

두족류가 확장된 큰귀상어의 유선형 몸체는 귀상어과의 전형적인 모습이다. 성체는 앞 가장자리가 아치형이 아닌 거의 직선에 가까운 두족류 모양으로 홍살귀상어와 귀상어를 구분할 수 있으며, 안쪽과 바깥쪽 움푹 패인 부분이 눈에 띈다. 두족류의 너비는 몸 길이의 23~27%이다. 치아는 삼각형이고 톱니 모양으로 입 가장자리를 향해 더 비스듬해진다. 윗턱 양쪽에 17개의 치아열이 있으며, 교합 시에는 2~3개의 치아가 있고 (턱의 중앙선), 아래턱 양쪽에는 16~17개의 치아가 있고 교합 시에는 1~3개의 치아가 있다.
첫 번째 등지느러미는 특징적이며 매우 키가 크고 낫 모양이 강하며 가슴지느러미 삽입부에서 유래한다. 두 번째 등지느러미와 항문지느러미는 모두 비교적 크며 뒤쪽 가장자리에 깊은 노치가 있다. 골반지느러미는 홍살귀상어의 곧은 가장자리 골반지느러미와 달리 뒤쪽 가장자리가 오목한 낫 모양이다. 피부는 밀접하게 배치된 진피 치아로 덮여 있다. 각 치아는 다이아몬드 모양으로, 작은 개체는 3~5개의 수평 융기가, 큰 개체는 5~6개의 수평 융기가 주변 치아로 이어진다. 큰귀상어는 어두운 갈색에서 밝은 회색에서 올리브색으로 아래쪽은 흰색으로 희미해진다. 지느러미는 성체에서는 표시가 없는 반면, 두 번째 등지느러미의 끝은 청소년에서는 어두운 색일 수 있다.
일반적으로 최소 큰귀상어의 길이는 3.5m, 무게는 230kg이 넘지만 최대 길이는 4.6m, 무게는 449.5kg이다. 대부분 또는 모든 암컷 개체 중 소수가 훨씬 더 크다. 기록상 가장 긴 큰귀상어는 6.1m였다. 가장 무거운 큰귀상어는 2006년 플로리다주 보카그란데 앞바다에서 잡힌 암컷으로, 길이 4.4m, 무게 580kg이다. 암컷의 몸무게는 55마리의 신생아 귀상어를 임신했기 때문이다. 이는 검증되지 않았지만 예외적으로 큰 개체의 몸무게가 900kg에 달할 수도 있다.

## 분포 및 서식지
큰귀상어는 위도 40°N에서 37°S 사이의 전 세계 열대 해역에서 서식한다. 대서양에서는 멕시코만과 카리브해를 포함한 노스캐롤라이나주에서 우루과이까지, 모로코에서 세네갈까지, 지중해에서 발견된다. 인도양의 가장자리를 따라, 난세이 제도에서 오스트레일리아, 뉴칼레도니아, 프랑스령 폴리네시아까지, 바하칼리포르니아주에서 페루까지 태평양에서도 발견된다. 감비아, 기니, 모리타니, 시에라리온, 서사하라에서 발생할 수 있지만 이는 확인되지 않았다. 큰 귀상어는 수심 1m 미만의 해안에서 앞바다 수심 80m까지 발견될 수 있다. 산호초를 선호하지만 대륙붕, 섬 테라스, 석호, 육지 근처 심해에서도 서식한다. 여름에 플로리다주와 남중국해의 개체군이 극에 가까워지는 것으로 기록되어 있다.

## 생물학 및 생태학
큰귀상어는 다른 흉상어에게 넓은 정박지를 제공하는 경향이 있는 고립된 방랑 포식자이다. 마주치면 가슴 지느러미를 떨어뜨리고 뻣뻣하거나 육포 같은 방식으로 헤엄치는 행동으로 반응할 수 있다. 어린 개체는 황소상어와 같은 대형 상어의 먹이가 되는 반면, 성체는 모든 연령대의 귀상어를 사냥하는 범고래를 제외하고는 주요 포식자가 없다. 갈전갱이는 기생충을 없애기 위해 귀상어의 옆구리에 몸을 문지르는 것이 목격되었다. 동갈방어는 때때로 큰귀상어와 함께한다.

### 먹이
큰귀상어는 다양한 먹이를 가진 활발한 포식자로, 큰귀상어의 먹이로는 게, 바닷가재, 오징어, 문어 등의 무척추동물, 타폰, 정어리, 바다동자개과, 두꺼비고기과, 도미과, 하스돔과, 전갱이과, 민어과, 참바리아과, 가자미목, 거북복과 그리고 가시복과 등의 뼈 있는 물고기, 스무스하운드와 같은 작은 상어 등이 있다. 랑이로아 환초에서는 귀상어가 기회를 놓치지 않고 짝을 쫓는 산호상어를 잡아먹는다. 이 종은 식인종으로 알려져 있다.

## 같이 보기
- 흉상어목
- 귀상어과
- 연골어류